# Jonathan Walters
Jonathan Ronald Walters (Moreton, Anglia, 1983. szeptember 20. –) ír labdarúgó, aki jelenleg a Stoke Cityben játszik. Csatárként és szélsőként is bevethető. Az ír válogatottal részt vett a 2012-es Európa-bajnokságon.

## Pályafutása

### Korai évek
Walters a Blackburn Rovers ifiakadémiáján kezdett el futballozni, 2000-ben kapott profi szerződést, de nem jutott lehetőséghez a csapatnál. Egy évvel később 50 ezer fontért leigazolta a Bolton Wanderers. A csapatnál töltött ideje alatt négy Premier League-mérkőzésen lépett pályára. Egy Charlton Athletic elleni meccsen debütált, a 85. percben csereként beállva. 2003-ban kölcsönvette a Hull City. Első mérkőzésén, a Carlisle United ellen kétszer is eredményes volt. Később a Crewe Alexandránál és a Barnsleynál is megfordult kölcsönben. Előbbi csapatban fogfertőzése miatt nem játszhatott, utóbbiban nyolc bajnokin lépett pályára, gólt nem szerzett.
2004-ben ismét a Hullhoz került, de ezúttal nem kölcsönben, hanem véglegesen. 2005 februárjában kölcsönadták a Scunthorpe Unitednek, ahol három meccsen játszott. Miután a Hullban 37 bajnokin mindössze kétszer volt eredményes, a csapat megvált tőle, a Wrexham igazolta le. A 2005–2006-os szezont itt töltötte, majd a csapat riválisához, a Chester Cityhez szerződött. Itt mutatta meg először igazán, hogy mire képes, 26 meccsen kilenc gólt lőtt, jó teljesítményével több másodosztályú klub figyelmét is felhívta magára.

### Ipswich Town

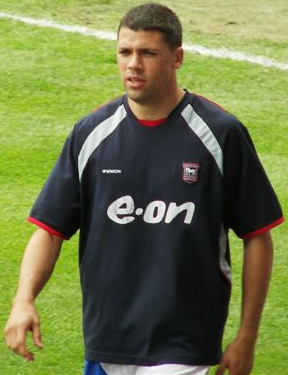
Walters az Ipswichben

Az Ipswich Town 2007 januárjában 150 ezer font és különböző jövőbeni teljesítményalapú juttatások ellenében leigazolta Walterst. A támadó egy hónappal korábban, a Chester City Ipswich elleni FA Kupa-mérkőzésén hívta fel magára a klub vezetőinek figyelmét. 2007. január 30-án, a Stoke City ellen mutatkozott be új csapatában, a találkozó 0-0-s döntetlennel zárult. Március 3-án, Queens Park Rangers ellen első gólját is megszerezte a kék mezeseknél, ezzel 2-1-es sikerhez segítve őket. 2007 novemberében, a Bristol City 6-0-s legyőzése során megszerezte profi pályafutása első mesterhármasát.
2008. január 12-én 2011-ig meghosszabbította szerződését a csapattal. Március 19-én egyre zavaróbb térdproblémái miatt meg kellett operálni, április 13-án, a Norwich City ellen már vissza is térhetett. Az orvosok előzetesen kétszer ilyen hosszú kényszerpihenőt jósoltak neki. 2008 októberében újabb egy évvel, 2012 nyaráig megtoldotta szerződését. 2009. október 3-án, a Derby County ellen ipswichi pályafutása során először csapatkapitányként léphetett pályára.

### Stoke city
Walters 2010. augusztus 18-án 2,75 millió fontért a Premier League-ben szereplő Stoke Cityhez igazolt. Négy évre szóló szerződést kötött a klubbal. Három nappal később, a Tottenham Hotspur ellen be is mutatkozhatott a piros-fehéreknél. Augusztus 24-én első gólját is megszerezte, egy Shrewsbury Town elleni Ligakupa-mérkőzésen. 2010. október 2-án pályafutása első élvonalbeli gólját is megszerezte, ezzel 1-0-s sikerhez segítve csapatát nevelőegyesülete, a Blackburn Rovers ellen.
Remek teljesítménye miatt korábbi menedzserétől, Sam Allardyce-tól és a Stoke-ot irányító Tony Pulistól is kapott elismerő szavakat, majd a West Bromwich Albion (bajnoki) és a Cardiff City (FA Kupa-mérkőzés) ellen is duplázni tudott. Ezt követően viszont gólcsend következett, 2011 márciusáig kellett várnia egy újabb bajnoki találatra, ekkor a Newcastle United ellen volt eredményes. Csapata következő meccsén, a Chelsea ellen is betalált, és őt választották meg a találkozó legjobbjának.
Nagy szerepe volt abban is, hogy a Stoke City bejutott az FA Kupa döntőjébe, a Bolton Wanderers ellen 5-0-ra megnyert elődöntőn duplázni tudott. Bár csapata kikapott a Manchester Citytől a fináléban, Walters egy interjúban ezt az időszakot karrierje csúcspontjának nevezte. A 2010/11-es szezont 12 góllal zárta, így Kenwyne Jonesszal holtversenyben házi gólkirály lett.
2011. július 28-án lejátszotta első nemzetközi kupamérkőzését, az Európa-ligában a Hajduk Split ellen lépett pályára, és győztes gólt szerzett. 2012 tavaszán több kritika is érte, amiért kevés gólt szerzett, azok nagy részét is büntetőből, Tony Pulis, a Stoke menedzsere azonban kiállt mellette. A 2011/12-es idény utolsó napján két gólt szerzett egykori csapata, a Bolton Wanderers ellen, ezzel ki is ejtette a fehér mezeseket a Premier League-ből. Ez volt Walters 100. meccse a Stoke City színeiben.

## Válogatott
Bár Walters Angliában született, édesanyja Írországban látta meg a napvilágot, ezért szerepelhet az ír válogatottban. A csatár 2003-ban egyetlen mérkőzésen lépett pályára az ír U21-es válogatottban, Svájc ellen. Kétszer is eredményes volt, csapata 2-0-ra diadalmaskodott. 2007-ben egy mérkőzésen a B-válogatottban is szerepelt.
2010-ben az ír válogatott szövetségi kapitánya, Giovanni Trapattoni egy interjúban kilátásba helyezte, hogy hamarosan meghívja Walterst a csapatba. Ez végül 2010 novemberében, egy Norvégia elleni barátságos mérkőzés előtt történt meg. Walters a félidőben állt be csereként, ezzel bemutatkozva a nemzeti csapatban. Pályára lépett a rendkívül fontos Európa-bajnoki pótselejtezőn is, Észtország ellen. Az első mérkőzésen egy góllal járult hozzá a 4-0-s győzelemhez. Az írek végül 5-0-ra nyertek összesítésben, ezzel kijutottak a 2012-es Eb-re. Walters is bekerült a tornára utazó keretbe. A csapat mindhárom csoportmeccsét elvesztette, így a negyeddöntőbe már nem jutott tovább.

## Magánélete
Walters kisgyermek volt, mikor édesanyja meghalt, ettől kezdve édesapja, James egyedül nevelte őt és testvéreit. Moretonban nőtt fel, a házukkal szemben több futballpálya is volt, eleinte itt gyakorolt. Gyerekkorában az Evertonnak szurkolt, csakúgy, mint édesapja, aki a mai napig rendszeresen látogatja a csapat meccseit. Walters megházasodott, két lánya és egy fia van. Egyik kislánya, Scarlett gastrochisisszel (hasfalhasadék) született.

## Sikerei, díjai

### Klubcsapatban

#### Hull City
- A League One ezüstérmese: 2004/05

#### Stoke City
- Az FA Kupa ezüstérmese: 2011

## Fordítás
- Ez a szócikk részben vagy egészben  a   Jonathan Walters című angol Wikipédia-szócikk fordításán alapul.  Az eredeti cikk szerkesztőit annak laptörténete sorolja fel. Ez a jelzés csupán a megfogalmazás eredetét és a szerzői jogokat jelzi, nem szolgál a cikkben szereplő információk forrásmegjelöléseként.

## Külső hivatkozások
- Jonathan Walters pályafutásának statisztikái a Soccerbase oldalon (angolul)

- Jonathan Walters adatlapja a Stoke City honlapján